# Романычев, Михаил Григорьевич
Михаи́л Григо́рьевич Рома́нычев (1898—1963) — член Верховного суда СССР, начальник отдела военно-морских трибуналов Военной коллегии, генерал-майор юстиции (1943).

## Биография
Русский, в РККА с 1918 по 1928, в РККФ с 1928. Красноармеец-переписчик, помощник делопроизводителя Московского окружного комиссариата по военным делам, помощник инспектора секретного отдела Особого отдела ВЧК при РВСР с февраля 1918 по октябрь 1919. Военный следователь, секретарь отдела ревтрибуналов при 53-й пограничной дивизии с октября 1919 по сентябрь 1920. Помощник секретаря, секретарь, начальник судебно-исполнительной части, старший секретарь революционного трибунала Западного фронта с сентября 1920 по июль 1922. Член коллегии Военного трибунала 14-й стрелковой дивизии и 2-го стрелкового корпуса с июля 1922 по август 1923, заместитель председателя Военного трибунала 17-й стрелковой дивизии Московского военного округа с августа 1923 по июнь 1924. Член коллегии Военного трибунала 18-го стрелкового корпуса с июня по сентябрь 1924, председатель 1-го отдела военного трибунала с сентября 1924 по май 1925, 12-й стрелковой дивизии с мая 1925 по сентябрь 1926, член коллегии Военного трибунала Сибирского военного округа с сентября 1926 по ноябрь 1928. Член коллегии с ноября 1928 по февраль 1931, заместитель председателя с февраля 1931 по август 1937, председатель с августа 1937 по июнь 1938 Военного трибунала Черноморского флота. Член Верховного суда СССР с июня 1938 по март 1946 и одновременно начальник отдела военно-морских трибуналов Военной коллегии.
Будучи членом Военной коллегии Верховного Суда СССР, наряду с В. В. Ульрихом и И. Т. Никитченко, Романычев принимал активное участие в политических процессах над «врагами народа» в конце 1930-х гг. 9 июля 1941 года Военной коллегией Верховного суда СССР под его председательством был оправдан М. С. Кедров.
С перерывом заочно учился в Военно-юридической академии РККА с марта 1946 по февраль 1949. С марта 1949 на пенсии.

### Звания
- бригвоенюрист (21 апреля 1936);[1]
- диввоенюрист (17 декабря 1938);
- корвоенюрист (24 февраля 1942);
- генерал-майор (18 апреля 1943).

### Награды
Награждён орденом Ленина (1945), Красного Знамени (1944), Отечественной войны I степени (1944), Красной Звезды (1943), медалями.